# Eothalassius gracilis
Eothalassius gracilis är en tvåvingeart som beskrevs av Igor Shamshev och Gootaert 2005. Eothalassius gracilis ingår i släktet Eothalassius och familjen styltflugor. Inga underarter finns listade i Catalogue of Life.